# آسانته گولیت اوکیره
آسانته گولیت اوکیره (انگلیسی: Asante Gullit Okyere؛ زادهٔ ۲۳ مهٔ ۱۹۸۸) بازیکن فوتبال اهل ایتالیا است.
از باشگاه‌هایی که در آن بازی کرده‌است می‌توان به باشگاه فوتبال آتالانتا اشاره کرد.